# Jaroslaw Dombrowski
Jaroslaw Dombrowski, in polacco Jarosław Dąbrowski (Žytomyr, 13 novembre 1836 – Parigi, 23 maggio 1871), è stato un militare polacco.
Fu una personalità della Comune di Parigi.

## Biografia
Nato in una famiglia di nobili polacchi impoveriti a Žytomyr, nella regione della Volinia, in Ucraina, nel 1845, quando rimase orfano fu accolto nella scuola militare di Brėst. Nel 1853 continuò gli studi nella Scuola dei cadetti di San Pietroburgo, da cui uscì nel 1855 con il grado di «chorąży». Servì così nell'esercito russo, combattendo i ribelli ceceni e guadagnandosi una decorazione.
Dal 1859 al 1861 studiò all'Accademia dello Stato maggiore di San Pietroburgo, e fu promosso capitano nella VI divisione di stanza a Varsavia. Qui, nel maggio del 1862, Dombrowski entrò a far parte del comitato clandestino che stava preparando un'insurrezione contro il dominio russo. Aderì al partito dei «rossi», il cui obiettivo politico prevedeva l'indipendenza della Polonia, l'abolizione del servaggio e una riforma agraria. Il suo progetto d'insurrezione, previsto per il 14 luglio, si scontrò con il partito dei «bianchi», che giudicavano prematura la rivolta e prevedevano un indennizzo ai proprietari fondiari espropriati dalla riforma. La congiura fu scoperta e Dombrowski arrestato il 14 agosto.
Condannato il 10 novembre 1864 a 15 anni di lavori forzati da scontare in Siberia, riuscì a evadere dalla prigione di Mosca e a fuggire in Francia. A Parigi, con il fratello Teofil venne in contatto con gli oppositori del Secondo Impero, come Delescluze, Varlin e Vermorel, e aderì alla Prima Internazionale.
Come tale, fu arrestato due volte dal governo repubblicano costituitosi in Francia alla caduta di Napoleone III. Alla proclamazione della Comune, ottenne il comando della XI legione della Guardia nazionale e condusse con successo, il 9 aprile 1871, la difesa di Neuilly attaccata dai versagliesi. Le sue raccomandazioni di impiegare meglio l'artiglieria e di costituire gruppi di commando non vennero seguite. Thiers cercò di corromperlo offrendogli un milione e mezzo di franchi per farlo passare dalla parte di Versailles, ma Dombrowski denunciò i suoi tentativi, facendo arrestare l'agente di Thiers, un tale Vaysset, che fu fucilato.
Il 19 aprile fu ferito in combattimento e il 29 aprile riprese il suo posto di difesa della riva destra della Senna. Il 23 maggio, con Parigi ormai invasa dai versagliesi, fu ferito alla barricata di rue Mirrha e morì due ore dopo all'ospedale Lariboisière. Il 25 maggio ricevette l'ultimo omaggio al cimitero di Père-Lachaise, ma la tradizione vuole che sia stato sepolto nel cimitero di Ivry. In ogni caso, non si conosce il luogo della sepoltura di colui che è considerato il miglior comandante militare della Comune.
Jaroslaw Dabrowski fu membro della Massoneria.